# Leon van Dijk
Leon van Dijk (* 9. März 1992 in Enschede) ist ein niederländischer Fußballspieler. Der Verteidiger stand bis 2014 bei Heracles Almelo unter Vertrag.

## Karriere
Van Dijk kam von den Enschedese Boys auf die Fußballakademie des FC Twente in Enschede. Von dort wechselte er als 19-Jähriger in den Profikader von Heracles Almelo. Sein Debüt in der Eredivisie gab er am 25. März 2012 beim 3:1-Heimsieg gegen den FC Utrecht, als er in der 89. Minute für Tim Breukers eingewechselt wurde. Auf seinen zweiten Pflichtspieleinsatz musste er mehr als ein Jahr warten. In der Saison 2012/13 gehörte er zum Stamm der Nachwuchself Jong SC Heracles Almelo; erst im letzten Saisonspiel der Profis beim FC Utrecht schickte Trainer Peter Bosz ihn in der 82. Minute für Dragan Paljic auf den Platz.

### Stationen
- Heracles Almelo (seit 2011; Eredivisie 2 Einsätze/0 Tore)

(Stand: Saisonende 2012/13)

## Nachweise und Anmerkungen
1. ↑  Spieldaten (Memento vom 26. März 2012 im Internet Archive) bei Voetbal International
2. ↑  Saisonstatistik (Memento des Originals vom 6. August 2013 im Internet Archive)  Info: Der Archivlink wurde automatisch eingesetzt und noch nicht geprüft. Bitte prüfe Original- und Archivlink gemäß Anleitung und entferne dann diesen Hinweis. auf der Website von Heracles Almelo
3. ↑  Spieldaten (Memento vom 20. August 2012 im Internet Archive) bei Voetbal International

| Personendaten    | Personendaten                   |
| ---------------- | ------------------------------- |
| NAME             | Dijk, Leon van                  |
| KURZBESCHREIBUNG | niederländischer Fußballspieler |
| GEBURTSDATUM     | 9. März 1992                    |
| GEBURTSORT       | Enschede                        |